# Catalunya Film Festivals
El Catalunya Film Festivals (CFF) és un segell que aglutina diversos festivals de cinema de Catalunya. El va impulsar la Coordinadora de Festivals de Cinema i Vídeo de Catalunya l'any 2014. La Coordinadora de Festivals de Cinema i Vídeo va ser creada el 2005. El CFF dona visibilitat a festivals consolidats amb més de tres anys d'antiguitat, en promociona els audiovisuals projectats i també contribueix a subtitular pel·lícules internacionals al català. Els espectadors dels festivals que representa sumen uns 500.000 espectadors a l'any. També impulsa el festival El dia més curt, la versió catalana de la iniciativa europea The Short Film Day.

## Objectius
Els objectius de Catalunya Film Festivals són:
- Difusió d'un cinema divers, plural i creatiu
- Creació de nous públics
- La sensibilització al voltant de determinades temàtiques i valors
- Impuls a la creació i la producció
- La generació de continguts i reflexió
- Crear espais de diàleg pels professionals del sector
- Posada en valor de la importancia de l'audiovisual en el panorama cultural i de les arts

## Festivals
- Americana Film Festival: Festival de Cinema Independent Nord-Americà de Barcelona
- Animac: Mostra Internacional de Cinema d'Animació de Catalunya
- Asian Film Festival: Festival de cinema oriental de Barcelona
- Atlantida Film Fest: Festival de cinema d'autor
- BCN Sports Film Fest: Festival de cinema d'esports
- B-Retina: Festival de Sèrie B de Cornellà de Llobregat
- Cerdanya Film Festival
- Choreoscope: Festival Internacional de Cinema de Dansa de Barcelona
- CLAM: Festival Internacional de Cinema Social de Catalunya
- Curtàneu: Mostra Internacional de Curtmetratges de la Vall d'Àneu
- D'A Film Festival: Festival Internacional de Cinema d'Autor de Barcelona
- Docs Barcelona: Festival Internacional de Cinema Documental
- El Meu Primer Festival
- Fantosfreak: Festival Internacional de Curtmetratges Fantàstics i Freaks de Cerdanyola
- Fascurt: Festival de Curtmetratges del Masnou
- Festimagen: Festival de la Imatge de Calella
- Festival BBVA de Cinema de Muntanya i Aventura de Torelló
- Festival de Cinema de Terror de Molins de Rei
- Festival de Cinema Jueu de Barcelona
- Festival de Sitges: Festival Internacional de Cinema Fantàstic de Catalunya
- Festival Gollut de Ribes de Freser
- Festival Protesta: Festival Internacional de Cinema de Crítica Social
- FICMA: Festival Internacional de Cinema de Medi Ambient de Barcelona
- FILMETS Badalona Film Festival
- FIRE!!: Mostra Internacional de Cinema Gay i Lèsbic de Barcelona
- Galacticat: Festival de Cinema Fantàstic i de Terror de Ponent
- IN-EDIT Barcelona: Festival Internacional de Documental Musical
- Inclús: Festival Internacional de Cinema i Discapacitat de Barcelona
- L'Alternativa: Festival de Cinema Independent de Barcelona
- Mecal: Festival Internacional de Curtmetratges i Animació de Barcelona
- Memorimage: Festival Internacional de Cinema de Reus
- Miniput: Mostra de Televisió de Qualitat de Barcelona
- Moritz Feed Dog: Festival de Cinema Documental sobre Moda
- Most: Penedès Festival Internacional de Cinema del Vi i del Cava
- Mostra de Cinema Espiritual de Catalunya
- Mostra de Cinema Àrab i Mediterrani
- Mostra de Cinema Llatinoamericà de Catalunya
- Mostra Internacional de Films de Dones
- Nits de Cinema Oriental de Vic
- Non Stop Animation Barcelona
- Offside Fest: Festival Internacional de Cinema Documental de Futbol
- REC: Festival Internacional de Cinema de Tarragona
- Serielizados Fest: Festival Internacional de Sèries de Barcelona
- ZOOM Festival: Festival de Ficció Televisiva i Formats

## Projectes de Catalunya Film Festivals
A part d'aglutinar diferents festivals de cinema, Catalunya Film Festivals ha impulsat diverses iniciatives i projectes d'acord amb els seus objectius.

### El Dia Més Curt
L'any 2013, Catalunya Film Festivals, juntament amb Marvin&Wayne, crea el festival El dia més curt, inspirant-se en The Short Film Day, iniciativa que se celebra en diferents països a través de la qual es difonen curtmetratges per acostar-ne el format al màxim d'audiència possible. El dia més curt forma part de les iniciatives a escala mundial que es porten a terme durant el The Short Film Day.
El nom juga amb el dia en el qual se celebra el festival, el 21 de desembre, el dia més curt de l'any. No sempre se celebra el 21, però sí pels voltants d'aquesta data. També fa referència al format dels audiovisuals que s'hi mostren, que són curtmetratges. Amb aquesta cita, CFF agrupa i acosta curtmetratges seleccionats en diferents festivals catalans a un públic més transversal. Els curtmetratges es projecten gratuïtament.
La primera convocatòria va tenir lloc al Centre de Cultura Contemporània de Barcelona (CCCB). Des de llavors, tot i que la seu principal continua sent el CCCB, El dia més curt s'ha celebrat a diversos llocs de Catalunya i de territoris de parla catalana.

### Subtitulació d'audiovisuals al català
Catalunya Film Festivals va firmar un conveni amb la Direcció General de Política Lingüística de la Generalitat de Catalunya per subtitular al català part dels audiovisuals projectats pels festivals que aglutina. Des de la signatura del primer conveni l'any 2008 fins al 2017, s'han subtitulat en català un total de 5.392 obres cinematogràfiques: 1.544 llargmetratges i 4.587 curtmetratges.

### Cinema Refugi
Cinema Refugi va ser un cicle de cinema que volia conscienciar sobre els drets humans bàsics a través de pel·lícules que abracen els valors de la pau, la solidaritat, la convivència i la diversitat cultural. Era una iniciativa ciutadana coordinada a través de la Xarxa Barri Refugi i comptava amb el suport de Justícia Global i Cooperació Internacional de l'Ajuntament de Barcelona.

### Jornades de Festivals de Cinema
Un dels objectius de CFF és crear i fomentar sinergies entre els seus festivals. Les Jornades de Festivals de Cinema comencen el 2009 i busquen que els festivals comparteixin informació sobre l'organització d'aquest tipus d'esdeveniments entre ells per professionalitzar-ne la gestió i aprendre de l'experiència col·lectiva del sector.